# 飛島公共交通バス

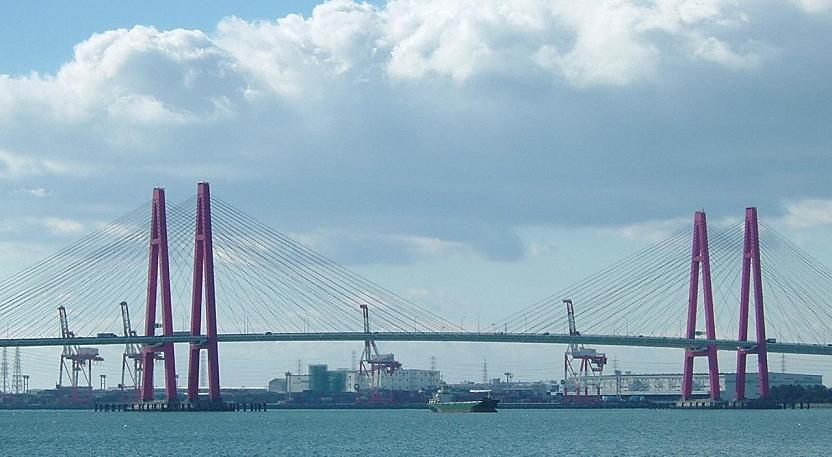
名古屋市と飛島村の境を跨ぐ名港西大橋

飛島公共交通バス（とびしまこうきょうこうつうバス）は、愛知県海部郡飛島村のコミュニティバスである。飛島村地域公共交通活性化再生法定協議会が主体となって運行している路線バスで、三重交通桑名営業所に運行を委託している。通称は飛島バス。

## 概要
飛島村の住民および企業従業員の生活の足を確保し、利便性と持続性の高い地域の公共交通サービスを目指すことを目的とし、2009年（平成21年）4月より運行を開始した。
本項では、2009年（平成21年）3月31日まで運行されていた飛島バス（とびしまバス）についても記述する。

## 路線
現在2路線を運行している。

### 名港線
バス停・ダイヤの詳細は、公式サイトの飛島公共交通バス（名港線）のご案内を参照。
| 運行経路 | 備考         |
| --- | ------------ |
| 名古屋港駅 → 築地口 → 稲永駅 → （伊勢湾岸自動車道名港西大橋経由） → 飛島村臨海部 → 稲永駅 → 築地口 → 名古屋港駅 |              |
| 名古屋港駅 → 築地口 → 稲永駅 → （伊勢湾岸自動車道名港西大橋経由） → 飛島村臨海部 → 公民館分館                   | 朝のみ運行   |
| 公民館分館 → 飛島村臨海部 → （伊勢湾岸自動車道名港西大橋経由） → 稲永駅 → 築地口 → 名古屋港駅                   | 夕方のみ運行 |

後述する飛島バスと同様、飛島村臨海部と名古屋港エリアを結ぶ路線。通常村民の利用はなく、名古屋市内から臨海部の工場への通勤利用が大半を占める。
1999年（平成11年）から2009年（平成21年）にかけて運行されていた飛島バスが一般道を経由し運行されていたのに対し、飛島バスは伊勢湾岸自動車道を経由し運行している。
ほぼ全便が名古屋市営地下鉄名港線 名古屋港駅を始発とする循環便として運行されているが、朝夕に区間便が設定されており、朝には公民館分館止まりの便が、夕方には公民館分館始発の便が運行されている。また、平日ダイヤで運行される循環便については、便によって飛島村内の運行経路が異なる。
伊勢湾岸自動車道を通過する関係で着席を前提とした観光型の専用車両が使用されており、現在は日野・セレガおよびいすゞ・ガーラが使用されている。立席乗車はできない。
クローズドドアシステムはないので名古屋市内のみの利用も可能。

### 蟹江線
バス停・ダイヤの詳細は、公式サイトの飛島公共交通バス（蟹江線）のご案内を参照。
|                   | 運行経路                                                                                   | 備考                             |
| ----------------- | ------------------------------------------------------------------------------------------ | -------------------------------- |
| [直行] 臨海部経由 | 近鉄蟹江駅前 → 神戸新田 → 公民館分館 → 飛島村臨海部 → 公民館分館                           | 平日朝1本のみ 途中通過停留所あり |
| 臨海部経由        | 公民館分館 → 飛島村臨海部 → 公民館分館 → 新政成神社 → 飛島村役場 → 神戸新田 → 近鉄蟹江駅前 | 平日夕1本のみ                    |
|                   | 近鉄蟹江駅前 → 神戸新田 → 公民館分館                                                       | 平日朝2本のみ                    |
|                   | 近鉄蟹江駅前 - 神戸新田 - 飛島村役場 - 新政成神社 - 公民館分館                             |                                  |
|                   | 近鉄蟹江駅前 - 神戸新田 - 飛島村役場 - 新政成神社                                          | 朝夕運行                         |
|                   | 近鉄蟹江駅前 - 神戸新田 - 飛島村役場 - 公民館分館 - 梅之郷東ノ割                           | 平日1往復のみ                    |

2009年（平成21年）4月より運行開始した飛島村と近畿日本鉄道（近鉄）名古屋線 近鉄蟹江駅を蟹江町経由で結ぶ路線で、飛島村民の利用が多く運行本数も多く設定されている。
近鉄蟹江駅前 ⇔ 公民館分館の運行が基本となるが、朝は飛島村役場（平日のみ）・新政成神社始発、夜は新政成神社止まりで運行されるほか、平日1往復のみ梅之郷東ノ割発着便が運行される。
平日ダイヤには、飛島村臨海部を経由する便も設定されている。朝に運行される近鉄蟹江駅前発の便は公民館分館まで急行運転を行っており、この区間は神戸新田・松之郷・善光寺前のみに停車する。一方夕方に運行される近鉄蟹江駅前方面の便については、全ての停留所に停車する。土休日および平日日中は近鉄蟹江駅前と飛島村臨海部を直通するバスは運行されないため、公民館分館で名港線へ乗り換える必要がある。
2010年（平成22年）10月1日より弥富市内に亀ヶ地・善太橋西停留所を設置、弥富市コミュニティバス（きんちゃんバス）への乗換を可能にした。これにより、蟹江 - 弥富を路線バスで行き来することが容易になった。また、2020年（令和2年）10月のダイヤ改正では、蟹江線の運行本数を平日50便から59便（近鉄蟹江駅前発30便・近鉄蟹江駅前行き29便）に増便した。

## 運賃
名港線と蟹江線でそれぞれ運賃体系が異なる。両路線とも2021年（令和3年）3月31日までTOICA、manaca、PiTaPaなどの交通系ICカードは利用できなかったが、4月1日より利用可能となった（三重交通のICカード「emica」も利用可能であるが乗継割引は適用外）。

### 名港線
| 乗車区間                  | 運賃  |
| ------------------------- | ----- |
| 名古屋市内 ⇔ 飛島村臨海部 | 500円 |
| 飛島村臨海部相互間        | 200円 |

名古屋市内のみの利用でも500円かかる。

### 蟹江線
| 乗車区間                                    | 運賃  |
| ------------------------------------------- | ----- |
| 近鉄蟹江駅前 〜 公民館分館前・梅之郷東之割  | 200円 |
| 近鉄蟹江駅前 〜 公民館分館前 ⇔ 飛島村臨海部 | 400円 |

両路線ともに定期券（除く飛島村臨海部相互間利用）および回数券が発売されている。

## 歴史
- 1999年（平成11年）4月1日 - 飛島バス運行開始[要出典]。運行主体はナゴヤシップサービス。
- 2004年（平成16年）10月 - 名古屋臨海高速鉄道あおなみ線 稲永駅が停留所に追加[要出典]。
- 2007年（平成19年）4月2日 - 実証実験バスの運行開始[要出典]。
- 2009年（平成21年）
  - 3月31日 - 飛島バスと実証実験バスの運行終了。同時にナゴヤシップサービスへの運行委託を終了[2]。
  - 4月1日 - 飛島公共交通バス運行開始[1][3]。運行を三重交通に委託[1]。飛島コミュニティバスの運行も開始[2][3]。
- 2010年（平成22年）10月1日 - 弥富市内に亀ヶ地、善太橋西停留所を新設。
- 2015年（平成27年） - 飛島コミュニティバスが廃止[3]。
- 2021年（令和3年）4月1日 - TOICA 、manaca、PiTaPaなどの交通系ICカードを導入[10]。

## 車両
いずれの車両も原則として「飛島バス」と記載された専用車両が使用される。

### 名港線
伊勢湾岸自動車道を走行するため、高速道路に対応した専用車が使用される。車種は日野・セレガといすゞ・ガーラ。三重交通桑名営業所に所属。

### 蟹江線
中型車のいすゞ・エルガミオが使用される。三重交通桑名営業所に所属。

## 旧飛島バス
1999年（平成11年）4月1日に飛島村臨海部の企業への通勤手段としてナゴヤシップサービスが運行を受託する形で名古屋港～飛島村臨海部のルートで運行を開始した。2007年（平成19年）4月2日からは名古屋臨海高速鉄道あおなみ線 金城ふ頭駅～飛島村臨海部（朝の1便のみ名古屋港発）のルートで実証実験バスも運行した。運賃体系は現在と異なり全線片道500円、実証実験バスの金城ふ頭 ～ 飛島村区間のみの場合片道300円となっていた。車両は基本的に三菱ふそう・エアロスターの前中扉の飛島バス専用車両が充てられ、整備などの都合によっては前扉のみの車両が充てられる場合もあった。
飛島公共交通バスへの再編に伴い、2009年（平成21年）3月31日で運行を終了した。運行に使われていた車両は呉市交通局（その後呉市営バスの事業移管により広電バスへ転籍）・西肥自動車に移籍している。